# Heike Nagel
Heike Nagel (nacida como Heike Hustede, 16 de enero de 1946) es una nadadora alemana retirada especializada en pruebas de estilo mariposa, donde consiguió ser medallista de bronce olímpica en 1968 en los 4 x 100 metros estilos.

## Carrera deportiva
En los Juegos Olímpicos de México 1968 ganó la medalla de bronce en los 4 x 100 metros estilos, con un tiempo de 4:36.4 segundos (nadando el largo de mariposa), tras Estados Unidos (oro) y Australia (plata), siendo sus compañeras de equipo las nadadoras: Angelika Kraus, Uta Frommater y Heidemarie Reineck.